# Bob Rae
Robert (Bob) Keith Rae (nacido el 2 de agosto de 1948 en Ottawa, Ontario) es un político canadiense. Fue el jefe del Nuevo Partido Democrático de Ontario entre el 7 de febrero de 1982 y el 22 de junio de 1996. Fue el primer jefe neo-demócrata elegido  Primer ministro de la provincia canadiense de Ontario, puesto que ocupó entre el 1 de octubre de 1990 y el 26 de junio de 1995. Después de haber estado en la política de Ontario, se pasó a la política nacional, siendo elegido diputado liberal por la circunscripción de Toronto Centre en la Cámara de los Comunes de Canadá. Fue nombrado jefe interino del Partido Liberal, en sustitución de Michael Ignatieff semanas después de la elección federal de 2011.

## Ataduras externo
- Biblioteca del Parlamento (Inglés)
- Biblioteca del Parlamento (Francés)
- Citation de l'Ordre du Canada

- Datos: Q888208
- Multimedia: Bob Rae / Q888208